# Bitka pri Raft Swamp
Bitka pri Raft Swamp se je odvijala blizu Red Springs, Severna Karolina v okrožju Robeson, 15. oktobra 1781 med ameriško vojno za neodvisnost. Raft Swamp je bil dobro znan kot zatočišče za lojaliste med ameriško revolucijo. 15. oktobra 1781, med ekspedicijo generala Griffitha Rutherforda proti Wilmingtonu, Severna Karolina, se je patriotska konjeniška predhodnica pod poveljstvom majorja Josepha Grahama na kratko spopadla z nekaterimi konjeniki lojalistov polkovnika Hectorja "Enookega Hectorja" McNeilla na Rockfish Creeku. Konjenica majorja Grahama je napadla in razbila lojalistično konjenico, kar je privedlo do hudega boja na ozkem nasipu, pa tudi do še enega spopada na drugem nasipu. Vrsta napadov in zmedenih spopadov je povzročila razpršitev lojalističnih sil, ko je tema končala akcijo, patrioti pa so zasedli območje. To je bila zadnja bitka, ki se je odvijala v Severni Karolini. Zgodila se je štiri dni pred britansko predajo pri Yorktownu. Danes državna zgodovinska tabla z imenom močvirja označuje mesto spopada. Piše takole: "Po zmagi torijev pri McPhaul's Mill so vigi 15. oktobra 1781 blizu tukaj premagali torije in zlomili njihov odpor na tem območju."